# Астуро-леонски езици
Астуро-леонски (на астурски: Asturllionés; на мирандски: Asturo-lheonés) се наричат няколко взаимно разбираеми западноромански диалекта, говорени в западната част на Иберийския полуостров (Испания и Португалия). Лингвистично се класифицират като диалекти на един език, но по политически причини се говори за три езика. Астуро-леонските диалекти са резултат от еволюцията на латинския на територията на Кралство Леон и заемат междинно място между кастилския (испанския) от изток и галисийския/португалския от запад. Астуро-леонските езици са класифицирани от ЮНЕСКО като застрашени.
Към астуро-леонския езиков ареал принадлежат три политически, а не лингвистично дефинирани понятия:
- Астурският (asturianu или bable) в испанската автономна област Астурия;

- Леонският (llionés) в западните части на провинциите Леон, Самора и Саламанка от автономна област Кастилия и Леон[4] и вече изчезналите диалекти в съседните области Рио де Онор и Гудрамил в северната част на окръг Браганса в Португалия;[5]
- Мирандският (mirandés, в червено на картата вдясно) в селищата около граничния град Миранда ду Доуру в източната част на окръг Браганса, Португалия.

Езикът има три основни диалекта, разделени вертикално от север на юг от Астурия до Португалия. Трите диалекта са:
- Западен (във виолетово на картата вдясно): по-близо до галисийски отколкото до кастилски (леонски и западноастурски)
- Централен (в тъмносиньо на картата вдясно): с най-голям брой говорещи (централноастурски)
- Източен (в светлосиньо на картата вдясно): по-близо до кастилски (източноастурски)

По-далечно свързани с езиковия ареал са:
- Кантабрийският (cántabru или montañés, в светлозелено на картата вдясно), говорен в Кантабрия, Испания. Съществуват различни позиции по отношение на тези диалекти: диалекти на кастилския, диалекти на астуро-леонския или независим език;
- Естремадурският (estremeñu, в тъмнозелено на картата вдясно), говорен в северозападна Естремадура (Испания) е по-далечно свързан с групата и обикновено се смята за кастилски диалект, повлиян от астуро-леонския.
- Еонавският (eonaviegu, в жълто на картата вдясно) или галисийско-астурски (gallego-asturianu), говорен между реките Ео и Навия в Астурия, който понякога се разглежда като най-западен диалект на астурския, но по-често е разглеждан или като част от диалектите на галисийския, или като независим език.

## Име
Рамон Менендес Пидал използва името леонски за цялата лингвистична област, включително Астурия. В последно време този термин е заменен с астуро-леонски сред учените, които работят в областта на иберороманските езици. Все още обозначението леонски може да се използва по отношение на астуро-леонския от хора, които не говорят астурски или мирандски. Речникът на испанския език на Кралската академия за испански език определя астуро-леонския като термин с лингвистична класификация: романски диалект, произхождащ от Астурия и Кралство Леон в резултат на местната еволюция на латинския език. Речникът дефинира леонския като географски термин: разновидност на испанския език, говорена на територията около Леон. Препратката към леонския език в член 5, алинея 2 на Автономния статут на Кастилия и Леон (конституцията) има значението на първия, общ термин.

## История
Езикът произлиза от простонародния латински с влияния на местните иберийски езици и по-конкретно произлиза от езика на северноафриканските легиони, разположени в Асторга и този на VI Победоносен легион. Еволюция на този романски език е отразена в първите писмени документи от средата на 10 век в някои манастири на Астурия и Леон. Пример за такъв писмен паметник е Nodicia de Kesos (Списъкът на сирената), датиран между 974 и 980 година.
Традиционното име на езика (на целия лингвистичен ареал) е леонски. Вероятно леонският е разпространен в много по-обширна територия през Средновековието, съответстваща грубо на границите на Кралство Леон. След като кастилският става основен език в Испания, лингвистичните характеристики на леонския език отстъпват прогресивно на запад. Кастилският се появява в областта през късния 14 век, когато централната администрация изпраща емисари и функционери да заемат политическите и църковни служби.
Леонският до началото на 20 век е смятан за неформален диалект (базилект) на кастилския, но в 1906 година Рамон Менендес Пидал доказва, че той е резултат от еволюцията на латинския на територията на Кралство Леон.

### Астурски език
От 1974 година са положени много усилия за запазване и разпространение на астурския език. В 1981 година астурският език или бабле е признат официално за сфера, нуждаеща се от защита от централното правителство. В 1994 година астурският е пръв език на 100 000 души и втори на 450 000 души способни да говорят и разбират астурски. Със закон на автономната област от 23 март 1998 година астурският/бабле е обявен за „традиционен език“ в Астурия:
| „ | Бабле/астурският, като традиционен език на Астурия, се радва на защита. Княжество Астурия ще подкрепя употребата му, разпространението му и обучението на него. | “ |

### Леонски език
Леонският (разбиран в тесен смисъл като леонските диалекти на територията на провинциите Леон, Самора и Саламанка) в 2006 година е официално признат от автономната област Кастилия и Леон. В член 5, алинея 2 на Автономния статут на Кастилия и Леон е записано:
| „ | Леонският се ползва със специална защита от страна на институциите, заради своята специална ценност за езиковото наследство на Областта. Неговата защита и поддръжка ще бъдат регулирани. | “ |

Леонският, като част от астуро-леонските езици, е смятан за застрашен език от ЮНЕСКО. В края на 1990-те няколко асоциации неофициално предлагат леонски езикови курсове. В 2001 година Леонският университет (Universidad de León) създава курс за учители по леонски и местните и провинциални власти разработват езикови курсове за възрастни. Днес леонски може да бъде учен в големите градове на трите провинции Леон, Самора и Саламанка. Градският съвет на град Леон прави кампании за насърчаване на младите хора да учат леонски.

### Мирандски език
Мирандският език (на практика южнолеонски диалект) е говорен в град Миранда ду Доуру и едноименната община Миранда ду Доуру, Португалия. През 19 век, Жозе Лейте ди Вашкунселуш описва мирандския като:
| „ | езика на фермите, работата, дома и любовта | “ |

отбелязвайки, че това е напълно отделен език от португалски. От 1986/1987 езикът е преподаван на ученици между 10 и 11 години и днес мирандският се възстановява. Мирандският има по-малко от 5000 носители, но числото достига 15 000, ако се броят и тези, на които той е втори език. В това число към 2000 година 10 000 души го използват регулярно и 5000 го използват, когато се завърнат в областта.
Португалия предприема стъпки за защита на мирандския, като официално го признава в 1999 г. Регулиран е от Института за мирандски език.

## Лингвистични характеристики

### Морфология
В астуро-леонските езици се използват следните синтетични времена:
- Синтетичен плусквамперфект на -ra.
- Бъдещ субхунтив на -r(e).
- Личен инфинитив на -r(e). Завършва по същия начин като бъдещия субхунтив, но се различава в много случаи, тъй като личният инфинитив винаги използва инфинитивната основа, а бъдещият субхунтив използва миналата основа.

### Примерни текстове
| Място   | Провинция        | Диалект             | Текст |
| ------- | ---------------- | ------------------- | --- |
| Кареньо | Астурия          | Централен           | Tolos seres humanos nacen llibres y iguales en dignidá y drechos y, pola mor de la razón y la conciencia de so, han comportase fraternalmente los unos colos otros.      |
| Сомиедо | Астурия          | Западен             | Tódolos seres humanos nacen ḷḷibres ya iguales en dignidá ya dreitos ya, dotaos cumo tán de razón ya conciencia, han portase fraternalmente los unos conos outros.       |
| Биерзо  | Леон             | Западен             | Tódolos seres humanos nacen ḷḷibres ya iguales en dignidá ya dreitos ya, dotaos cumo tán de razón ya conciencia, han portase fraternalmente los unos conos outros.       |
| Кабрера | Леон             | Западен             | Tódolos seres humanos ñacen llibres y iguales en dignidá y dreitos y, dotaos cumo están de razón y concéncia, han portase fraternalmente los unos pa coños outros.       |
| Миранда | Миранда ду Доуру | Западен (мирандски) | Todos ls seres houmanos nácen lhibres i eiguales an denidade i an dreitos. Custuituídos de rezon i de cuncéncia, dében portar-se uns culs outros an sprito de armandade. |

Примерен текст на мирандски език е следният текст, написан от Амадеу Ферейра, публикуван в португалския вестник „Публико“ на 24 юли 2007 година и съпоставен с астурския и леонския
| Мирандски: | Леонски: | Астурски: |
| Muitas lhénguas ténen proua de ls sous pergaminos antigos, de la lhiteratura screbida hai cientos d'anhos i de scritores hai muito afamados, hoije bandeiras dessas lhénguas. Mas outras hai que nun puoden tener proua de nada desso, cumo ye l causo de la lhéngua mirandesa. | Muitas llinguas tien arguyu de los sous pergaminos antiguos, de la lliteratura escrita van cientos d'annos y d'escritores bien famosos; guei bandeiras d'eisas llinguas. Peru hai outras que nun pueden tener arguyu de nada d'eisu, cumu ye'l casu de la llingua mirandesa. | Munches llingües tienen arguyu de los sos pergaminos antiguos, de la lliteratura escrita hai cientos d'años y d'escritores enforma famosos, güei banderes d'eses llingües. Pero hai otres que nun pueden tener arguyu de nada d'eso, como ye'l casu de la llingua mirandesa. |

### Сравнителни таблици
| латински                           | галисийски                 | португалски                | астуро-леонски             | кастилски                  |
| Дифтонгизация на 'o' и 'e'         | Дифтонгизация на 'o' и 'e' | Дифтонгизация на 'o' и 'e' | Дифтонгизация на 'o' и 'e' | Дифтонгизация на 'o' и 'e' |
| ---------------------------------- | -------------------------- | -------------------------- | -------------------------- | -------------------------- |
| Porta(m) (врата)                   | porta                      | porta                      | puerta                     | puerta                     |
| Oculu(m) (око)                     | ollo                       | olho                       | güeyu/güechu               | ojo                        |
| Tempu(m) (време)                   | tempo                      | tempo                      | tiempu                     | tiempo                     |
| Terra(m) (land)                    | terra                      | terra                      | tierra                     | tierra                     |
| F– (предна позиция)                |                            |                            |                            |                            |
| Facere (правя)                     | facer                      | fazer                      | facere                     | hacer                      |
| Ferru(m) (желязо)                  | ferro                      | ferro                      | fierru                     | hierro                     |
| L– (предна позиция)                |                            |                            |                            |                            |
| Lare(m) (огнище)                   | lar                        | lar                        | llar/ḷḷar                  | lar                        |
| Lupu(m) (вълк)                     | lobo                       | lobo                       | llobu/ḷḷobu                | lobo                       |
| N– (предна позиция)                |                            |                            |                            |                            |
| Natal(is) / Nativitate(m) (Коледа) | nadal                      | natal                      | ñavidá                     | navidad                    |
| pl-,cl-,fl- groups                 |                            |                            |                            |                            |
| Planu(m) (равен)                   | chan                       | chão                       | chanu/llanu                | llano                      |
| Clave(m) (ключ)                    | chave                      | chave                      | chave/llave                | llave                      |
| Flamma(m) (пламък)                 | chama                      | chama                      | chama/llama                | llama                      |
| Възходящи дифтонги                 |                            |                            |                            |                            |
| Causa(m) (нещо)                    | cousa                      | cousa / coisa              | cousa/cosa                 | cosa                       |
| Ferrariu(m) (ковач)                | ferreiro                   | ferreiro                   | ferreiru/-eru              | herrero                    |
| –kt- и –lt– groups                 |                            |                            |                            |                            |
| Factu(m) (направено)               | feito                      | feito                      | feitu/fechu                | hecho                      |
| Nocte(m) (нощ)                     | noite                      | noite/n"ou"te              | nueite/nueche              | noche                      |
| Multu(m) (много)                   | moito                      | muito                      | mue'itu/muchu              | mucho                      |
| Auscultare (чувам)                 | escoitar                   | escutar                    | escueitare/-chare          | escuchar                   |
| m´n groups                         |                            |                            |                            |                            |
| Hom(i)ne(m) (мъж)                  | home                       | homem                      | home                       | hombre                     |
| Faminem (глад)                     | fame                       | fome                       | fame                       | hambre                     |
| Lum(i)ne(m) (огън)                 | lume                       | lume                       | llume/ḷḷume                | lumbre                     |
| intervocalic -l-                   |                            |                            |                            |                            |
| Gelu(m) (лед)                      | xeo                        | gelo                       | xelu                       | hielo                      |
| Filictu(m) (папрат)                | fieito                     | feto                       | feleitu/-eichu             | helecho                    |
| -ll-                               |                            |                            |                            |                            |
| Castellu(m) (крепост)              | castelo                    | castelo                    | castiellu/-ieḷḷu           | castillo                   |
| intervocalic -n-                   |                            |                            |                            |                            |
| Rana(m) (жаба)                     | ra(n)                      | rã                         | rana                       | rana                       |
| –lj- group                         |                            |                            |                            |                            |
| Muliere(m) (жена)                  | moller                     | mulher                     | muyer/mucher               | mujer                      |
| c´l, t´l, g´l groups               |                            |                            |                            |                            |
| Novacula(m) (бръснач)              | navalla                    | navalha                    | ñavaya                     | navaja                     |
| Vetulu(m) (стар)                   | vello                      | velho                      | vieyu/viechu               | viejo                      |
| Tegula(m) (керемида)               | tella                      | telha                      | teya                       | teja                       |